# János Szentágothai

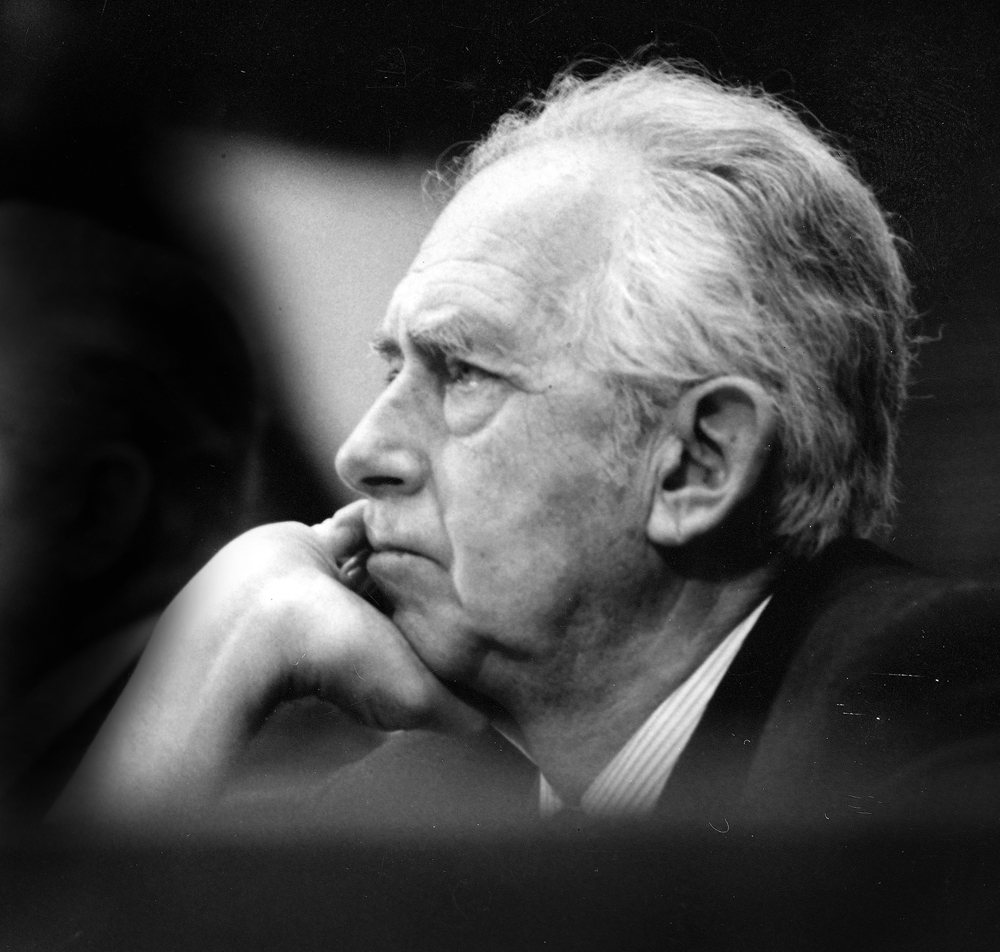
János Szentágothai (1981)

János Szentágothai (Janos Schimert) (* 31. Oktober 1912 in Budapest; † 8. September 1994 ebenda)  war ein ungarischer Anatom, Neurobiologe, Politiker und Präsident der Ungarischen Akademie der Wissenschaften.

## Leben
Szentágothai wurde 1912 als zweiter von sechs Söhnen des Arztes Gustav Schimert und dessen Ehefrau Margit Antal geboren. Szentágothai besuchte die deutsche Grundschule in Budapest und absolvierte sein Abitur an der Reichsdeutschen Schule.
Ab 1930 studierte Szentágothai an der Péter-Pázmány-Universität Medizin und wurde schon bald Forschungsstudent bei dem Anatomie-Professor Mihály Lenhossék. 1936 beendete er sein Studium erfolgreich und blieb an der Universität. 1942 wurde er wissenschaftlicher Mitarbeiter. Im Zweiten Weltkrieg diente er als Arzt. Aus Protest gegen die deutsche Besetzung Ungarns änderte er seinen Nachnamen in Erinnerung an den Herkunftsort seiner väterlichen Vorfahren Szentágota von Schimert in Szentágothai. Er geriet in Kriegsgefangenschaft und kam 1946 in die Heimat zurück. An der medizinischen Fakultät der Universität Pécs wurde er Leiter der Abteilung für Anatomie. Sein Spezialgebiet wurde die Neuroendokrinologie und Neuroanatomie. 1948 wurde er zum korrespondierenden Mitglied der Ungarischen Akademie der Wissenschaften gewählt. 1961 gründete er die Abteilung für Elektronenmikroskopie in der Hirnforschung.
Ab 1963 wurde er ordentlicher Professor für Anatomie an der Medizinischen Universität Budapest. Seine Forschungsschwerpunkte waren hier das Kleinhirn und die Großhirnrinde. Außerdem forschte Szentágothai zum Rückenmark und den Reflexmechanismen des Hirnstamms. Im Jahr 1964 wurde er zum Mitglied der Leopoldina gewählt. 1967 wurde der Mediziner Vollmitglied der Akademie der Wissenschaften, 1972 der National Academy of Sciences der Vereinigten Staaten, 1973 Mitglied der American Academy of Arts and Sciences und 1992 der Académie des sciences. Bis 1977 leitete er die Anatomie, 1986 emeritierte er.
1973 wurde Szentágothai Vizepräsident der Akademie der Wissenschaften. Vier Jahre später wurde er Präsident und war dies erneut von 1980 bis 1985. Die Leitung der Anatomie gab er 1977 auf. 1985 wurde er Abgeordneter und Mitglied des Präsidialrats der Volksrepublik Ungarn. Bei den Wahlen 1990 wurde er Abgeordneter des Demokratischen Forums und Mitglied des Auswärtigen Ausschusses. Szentágothai starb wenige Wochen nach dem Ende der Legislaturperiode im Jahr 1994.

## Familie
Die Vorfahren des Vaters waren Siebenbürger Sachsen, die der Mutter Ungarn. Viele von Szentágothais Verwandten waren Ärzte, darunter sein Großvater Géza Antal, der erster Professor für Urologie in Ungarn gewesen war, und sein Urgroßvater Sándor Lumnitzer, der in Ungarn ein bekannter Chirurg war. Am 7. Juni 1938 heiratete Szentágothai Alice Biberauer. Das Paar hatte drei Töchter: Katalin (1939), Klára (1941) and Mária Krisztina (1951). Alle drei wurden ebenfalls Medizinerinnen. Vier Brüder Szentágothais studierten ebenfalls Medizin und lebten später in den Vereinigten Staaten und Deutschland.

## Auszeichnungen
- 1950: Kossuth-Preis
- 1970: Staatspreis Ungarn
- 1985: Goldmedaille der Ungarischen Akademie der Wissenschaften
- 1992: Ungarischer Verdienstorden
- Mitglied der Royal Society
- Ehrendoktor der Universitäten Oxford, Turku und Pécs

## Veröffentlichungen (Auswahl)
Zu Szentágothai wichtigsten Büchern zählt sein in Ungarn als Standardwerk geltender Anatomieatlas.
- mit John Eccles und Ito Masao: The cerebellum as a neuronal machine. Springer, New York 1967.
- Hypothalamic control of the anterior pituitary: an experimental-morphological study. Akadémiai Kiadó, Budapest 1968.
- mit Ferenc Kiss: Atlas der makroskopischen Anatomie für Zahnärzte. Akadémiai Kiadó, Budapest 1969.
- Synaptology of the visual cortex. In: Giovanni Berlucchi et al.: Visual Centers in the Brain. Springer, Berlin/Heidelberg 1973, S. 269–324.
- mit Ferenc Kiss: Anatomischer Atlas des menschlichen Körpers. 3 Bände. Thieme, Leipzig 1976–1979.
- The modular architectonic principle of neural centers. In: Reviews of Physiology, Biochemistry and Pharmacology. Bd. 98 (1983), S. 11–61.
- Modulare Organisation nervöser Zentralorgane, vor allem der Hirnrinde. Westdeutscher Verlag, Opladen 1989, ISBN 3-531-08372-4.
- mit Michael A. Arbib und Péter Érdi: Neural organization: Structure, function, and dynamics. MIT Press, Cambridge 1998